# Droga wojewódzka nr 226
Droga wojewódzka nr 226 (DW226) – droga wojewódzka w woj. pomorskim o długości 46 km łącząca Przejazdowo (DW501) z Hornikami Dolnymi. Droga przebiega przez 2 powiaty: gdański (gminy: Pruszcz Gdański, Trąbki Wielkie i Przywidz) i kościerski (gmina Nowa Karczma). Droga jest elementem połączenia drogowego (DK7) - Pruszcz Gdański - Kościerzyna.
W okresie czerwiec 2017 – połowa 2018 przewidziane były prace przy przebudowie drogi na odcinkach węzeł Rusocin – DK 91 w Pruszczu (ulica Zastawna) oraz Pruszcz Gd. granica miasta – Przejazdowo o łącznej długości 9,3 km (koszt realizacji – 38 mln zł). Przewidywano m.in. budowę drogi rowerowej Pruszcz Gdański – Przejazdowo. W marcu 2017 z powodu niewywiązywania się wykonawcy (Strabag) z realizacji robót, inwestor (samorząd województwa) podjął decyzję o zerwaniu kontraktu.
8 września 2018 oddano do użytku ścieżkę rowerową z Wojanowa do Jagatowa.

## Dopuszczalny nacisk na oś
Od 13 marca 2021 roku na drodze dozwolony jest ruch pojazdów o nacisku pojedynczej osi napędowej do 11,5 tony.

### Do 13 marca 2021 r.
Wcześniej droga wojewódzka nr 226 była objęta ograniczeniami dopuszczalnego nacisku pojedynczej osi:
| Znak  | Dopuszczalny nacisk | Odcinek                                       |
| ----- | ------------------- | --------------------------------------------- |
| DW226 | do 10 ton           | - – Przejazdowo ()                            |
| DW226 | do 8 ton            | Nowa Karczma – Mierzeszyn – Pruszcz Gdański – |

## Miejscowości leżące przy trasie DW226
- Przejazdowo
- Dziewięć Włók
- Wiślina
- Mokry Dwór
- Rokitnica
- Pruszcz Gdański
- Świńcz
- Warcz
- Domachowo
- Mierzeszyn
- Olszanka
- Sucha Huta
- Guzy
- Szatarpy
- Skrzydłowo
- Horniki Dolne